# Маццакурати, Карло
Карло Маццакурати (итал. Carlo Mazzacurati; 2 марта 1956, Падуя, Италия — 22 января 2014, Монселиче, Италия) — итальянский кинорежиссёр, сценарист, актёр, работавший на границе смешения жанров кинокомедии, нуара и социальной драмы. Обладатель многочисленных профессиональных наград.

## Биография
Карло Маццакурати родился в 1956 году первым из пяти детей в семье инженера Джованни Маццакурати. После получения среднего образования поступил в Болонский университет на недавно образованный факультет искусства, музыки и театра. Его дебют в кино состоялся в 1979 году, когда Маццакурати получил наследство и на эти деньги снял короткометражную любительскую ленту на 16-мм плёнку. Хотя фильм имел неплохие отзывы знакомых специалистов, в прокат он не вышел. В середине 1980-х годов Маццакурати переехал в Рим, где стал работать редактором телевизионных программ. Одновременно пишет сценарий и ставит фильм «Итальянская ночь» (итал. Notte italiana), за который был номинирован на национальную премию «Давид ди Донателло» за лучший дебют в режиссуре.
В 1994 году Маццакурати получил «Серебряного льва» на «Венецианском кинофестивале» за ленту «Телец» (в некоторых источниках — «Бык», итал. Il Toro). Он не только многократно принимал участие в этом фестивале, но и выступал в качестве члена жюри. Так в 2010 году его фильм «Страсть» (итал. La Passion) принимает участие в основном конкурсе, но уступает картине Софии Коппола «Где-то». Последней для кинематографиста стала картина «Не в стульях счастье» (в некоторых источниках — «Стул счастья», итал. La sedia della felicita) — вольная интерпретация романа Ильфа и Петрова «Двенадцать стульев». Она была показана на кинофестивале в Турине в 2013 году, где Маццакурати была присуждена Почётная премия за карьерные достижения.
Умер 22 января 2014 года в городе Монселиче, области Венеция (Италия) после продолжительной борьбы с онкологическим заболеванием.

## Избранная фильмография и награды
| Год  |   | Русское название     | Оригинальное название   | Роль |
| ---- | - | -------------------- | ----------------------- | --- |
| 1987 | ф | Итальянская ночь     | Notte italiana          | Сценарист, режиссёр. Silver Ribbon — награда лучшему молодому режиссёру от Итальянского национального объединения киножурналистов                                                               |
| 1989 | ф | Красивый священник   | Il prete bello          | Сценарист, режиссёр |
| 1992 | ф | Другая жизнь         | Un'altra vita           | Сценарист, режиссёр |
| 1994 | ф | Телец                | Il Toro                 | Сценарист, режиссёр. Golden Goblets (Италия) за лучшую режиссуру, Серебряный лев, номинация на премию Золотой лев                                                                               |
| 1996 | ф | Весна на велосипеде  | Vesna va veloce         | Сценарист, режиссёр |
| 2000 | ф | Язык Святого         | La lingua del santo     | Сценарист, режиссёр |
| 2002 | ф | Верхом на тигре      | A cavallo della tigre   | Сценарист, режиссёр |
| 2004 | ф | Возвращённая любовь  | L'amore ritrovato       | Сценарист, режиссёр |
| 2007 | ф | Держать дистанцию    | La giusta distanza      | Сценарист, режиссёр. Bastia Italian Film Festival - приз молодёжного жюри, номинация на Гран-при; «Давид ди Донателло» — номинации на премии за лучший фильм, лучший сценарий, лучшую режиссуру |
| 2010 | ф | Страсть              | La passione             | Сценарист, режиссёр. Номинация на премию Золотой лев |
| 2013 | ф | Не в стульях счастье | La sedia della felicità | Сценарист, режиссёр. Почётная премия за карьерные достижения |